# Jean-Pierre Poeydavant
Jean-Pierre Étienne Louis Augustin Poeydavant, né le 28 août 1769 à Perpignan (Roussillon)  et mort le 27 juillet 1838 à Perpignan (Pyrénées-Orientales), est un homme politique français.

## Biographie
Trésorier-payeur à Rennes, il est député des Pyrénées-Orientales de 1820 à 1827, siégeant dans la majorité soutenant les gouvernements de la Restauration.